# Malgasia milloti
Malgasia milloti är en insektsart som beskrevs av Lucien Chopard 1951. Malgasia milloti ingår i släktet Malgasia och familjen Mogoplistidae. Inga underarter finns listade i Catalogue of Life.